# فرانسيس الرابع دوق مودينا
فرانشيسكو الرابع جوزيف كارلو أمبروز ستانيسلاوس (6 أكتوبر/ تشرين الأول 1779 - 21 يناير/ كانون الثاني 1846)؛ دوق مودنة وريجيو وميراندولا (منذ 1815) ودوق ماسا وأمير كرارا (منذ 1829)، أرشيدوق النمسا-إستي والأمير الملكي لكل من المجر وبوهيميا وفارس في نظام الصوف الذهبي. حفيد ماريا تيريزا من النمسا وكبير آل هابسبورغ وولي عهد فرع مودنة من عائلة إستي من خلال والدته. بالتالي أصبح أول عضو من هابسبورغ إستي يحكم ميراث إستي في شمال إيطاليا.
ولد فرانسيس في مدينة ميلانو. كان والده الأرشيدوق فرديناند من النمسا-إستي ودوق بريسغاو، بينما والدته ماريا بياتريس ريكيارديا دإستي دوقة ماسا وأميرة كارارا وسيدة لونوجيانا.
تميز فرانسيس بحكمه الدموي والاستبدادي والذي قمع فيه كل الحركات الديمقراطية التي ظهرت خلال فترة حكمه، دونت الفظائع التي ارتكبت في عهده في الكتاب سيرو مينوتي أي سوي كامبانيي والذي كتبه الضابط الغاريبالديني تاديو غادي في عام 1880 ولا سيما إعدام مينوتي لمحاولته التمرد ضده (1831).